# 柴田紳一
柴田 紳一（しばた しんいち、1958年 - ）は、日本の歴史学者。学位は文学士。國學院大學文学部史学科准教授。専攻は日本近現代史。軍事史学会・日本国際政治学会に所属。

## 略歴
- 國學院大學文学部卒業
- 國學院大學日本文化研究所嘱託調査員
- 國學院大學日本文化研究所兼任講師
- 國學院大學日本文化研究所専任講師
- 國學院大學日本文化研究所助教授
- 國學院大學日本文化研究所准教授
- 國學院大學文学部史学科准教授

## 著書

### 単著
- 『昭和期の皇室と政治外交』（原書房〈明治百年史叢書〉 1995年）
- 『日本近代史研究余録　人物・史料・書物・読書』（渡辺出版　2009年）

### 共著・編著
- 『人間 吉田茂』（吉田茂記念事業財団編　中央公論社　1991年）
- 『明治国家形成と井上毅』（梧陰文庫研究会編 木鐸社 1992年）
- 『大中臣祭主藤波家の歴史』（藤波家文書研究会編　続群書類従完成会 1993年）
- 『開戦と終戦―太平洋戦争の国際関係』（情報文化研究所　1998年）
- 『井上毅とその周辺』（梧陰文庫研究会編　木鐸社　2000年）
- 『大中臣祭主藤波家の研究』（國學院大學日本文化研究所編　続群書類従完成会　2000年）
- 『梧陰文庫総目録』（國學院大學日本文化研究所編　東京大学出版会　2005年）
- 『深沢暹関係文書目録』（國學院大學日本文化研究所　2005年）
- 『吉田茂書翰　追補』（吉田茂国際基金　2011年）

### 論文（単行本未収分）
- 「日本側戦犯自主裁判構想の顛末」（『軍事史学』31(1・2)、1995年9月）
- 「昭和15年大竹貫一怪文書事件」（『國學院大學日本文化研究所紀要』77、1996年3月）
- 「松平康昌述「内大臣の政治責任」」（同上78、1996年9月）
- 「皇室典範改正と外務省--条約局長萩原徹の活動を中心に」（同上79、1997年3月）
- 「東条英機宛松岡洋右書翰について」（同上80、1997年9月）
- 「藤波言忠と牧野伸顕--「人物払底」下の天皇側近」（同上81、1998年3月）
- 「第一回昭和天皇・マッカーサー会見と吉田茂」（同上82、1998年9月）
- 「「重臣ブロック排撃論者」としての久原房之助」（同上83、1999年3月）
- 「昭和十九年久原房之肋対ソ特使派遣問題」（同上84、1999年9月）
- 「重光葵外相の大東亜相兼摂」（同上85、2000年3月）
- 「昭和16年対米戦回避時クーデター説の検討」（同上86、2000年9月）
- 「昭和二十年二月重臣拝謁の経緯と意義」（同上87、2001年3月）
- 「内大臣木戸幸一の辞職」（同上88、2001年9月）
- 「参謀総長梅津美治郎と終戦」（同上89、2002年3月）
- 「昭和史上の『責任』論をめぐって」（同上90、2002年9月）
- 「昭和天皇の『終戦』構想」（同上91　2003年3月）
- 「昭和十六年皇居内大本営防空室設置問題」（同上92、2003年9月）
- 「昭和十六年皇太子避難計画について」（同上93、2004年3月）
- 「皇族参謀総長の復活　昭和六年閑院宮載仁親王就任の経緯」（同上94、2004年9月）
- 「米内光政内閣成立の経緯」（同上95、2005年3月）
- 「宮内大臣松平恒雄の進退と政局」（同上96、2005年9月）
- 「陸相東条英機の出現」（同上97、2006年3月）
- 「東条英機首相兼陸相の参謀総長兼任」（同上98、2006年9月）
- 「陸相阿南惟幾の登場」（同上99、2007年3月）
- 「重臣岡田啓介の対米終戦工作」（『政治経済史学』通号500、2008年4-6）
- 「平沼騏一郎の枢相再任と御前会議参列」（『栃木史学』通号26、2012年3月）